# Centre d'entraînement de Grosbois
Le centre d'entrainement de Grosbois est un complexe d'entraînement pour trotteurs de course de 412 ha se situant à Boissy-Saint-Léger dans le Val-de-Marne au sud de Paris. Il est à proximité de l'hippodrome de Vincennes, où se déroulent de nombreuses courses de trot tout au long de l'année.

## Présentation
Le site est destiné à l'entraînement et aux qualifications des trotteurs et aux soins des chevaux. Près de 1 500 chevaux s'entraînent dans ce centre à réputation mondiale à l'ombre du château de Grosbois, où est installé un musée du trot.
Deux anneaux de 1 000 m en sable, une piste en ligne droite de 1 200 m et un anneau de 1 500 m en sable de Vignats, sur lequel ont lieu les séances de qualifications, se trouvent dans ce centre d'entrainement. L'anneau de 1 500 m est le deuxième hippodrome de France après celui de Caen pour la qualification des trotteurs français.
Accueillant trente établissements hippiques, le domaine compte aussi ses propres crèche et épicerie.

## Histoire
Jusqu'aux années 1960, à Paris, les écuries des chevaux de course se trouvent près des hippodromes. Au début de la décennie, la Société d'encouragement du cheval français rachète le domaine de Grosbois, en banlieue, pour le transformer en centre d'entraînement hippique. Les travaux durent trois ans. Le premier entraîneur s'y installe en 1965.